# قلعه تسمه
قلعه تسمه، روستایی از توابع بخش مرکزی شهرستان دره‌شهر در استان ایلام یکی از استان های ایران است .  مردم این روستا همگی لک زبان هستند و از ایل بزرگ کولیوند می باشند . 

## جمعیت
این روستا در دهستان زرین‌دشت قرار دارد و براساس سرشماری مرکز آمار ایران در سال ۱۳۸۵، جمعیت آن۱٬356  بوده‌است.